# تيرا (لعبة فيديو)
تيرا (بالإنجليزية: TERA)‏، وتختصر العبارة الإنجليزية هكذا (The Exiled Realm of Arborea)، هي لعبة فيديو كورية جنوبية من نوع لعبة تقمص أدوار كثيفة اللاعبين على الإنترنت، صدرت على نظام ويندوز سنة 2011، وتم إعادة الإصدار بتاريخ 3 أبريل 2018 على منصة بلاي ستيشن 4 وإكس بوكس ون.

## المواقع الخارجية
- تيرا على موقع IMDb (الإنجليزية)
- الموقع الرسمي